# Visalia
Visalia est une ville américaine, siège du comté de Tulare, en Californie. Sa population est[Quand ?] de 107 555 habitants.
Elle se situe au centre de la Californie, dans la vallée San Joaquin (près des parcs nationaux de Yosemite et Sequoia & Kings Canyon ), au sud de Fresno.
C'est à Visalia que se déroule le film Ken Park, du réalisateur Larry Clark. Elle apparaît aussi dans la série 24 heures (saison 2) ainsi que dans le jeu vidéo GTA San Andreas sous le nom de Montgomery.

## Histoire
Lors de la guerre de Sécession, le comté de Tulare est un foyer sécessionniste avec la ville de Visalia. Le 12 décembre 1862, trois hommes de Visalia chevauchent en tête d'un défilé en tenue de la garnison. Ils acclament Jeff Davis. Cela incite le capitaine Moses A. McLaughlin (en), du 2nd California Cavalry, à ordonner leur arrestation immédiate et à écrire pour obtenir des renforts, face aux tensions croissantes entre les factions unionistes et sécessionnistes (en).
Les troupes de l'Union sont stationnées dans le camp Babbitt afin de prévenir les actions sécessionnistes.

## Célébrités natives de Visalia
- Robert B. Laughlin, physicien lauréat du prix Nobel ;
- Tom Johnston, musicien de rock, The Doobie Brothers ;
- Monte Melkonian, activiste politique et chef militaire arménien, et son frère Markar Melkonian, écrivain.

## Démographie
| 1860 | 1870 | 1880  | 1890  | 1900  | 1910  |
| ---- | ---- | ----- | ----- | ----- | ----- |
| 548  | 913  | 1 412 | 2 885 | 3 085 | 4 550 |

| 1920  | 1930  | 1940  | 1950   | 1960   | 1970   |
| ----- | ----- | ----- | ------ | ------ | ------ |
| 5 753 | 7 263 | 8 904 | 11 749 | 15 791 | 27 130 |

| 1980   | 1990   | 2000   | 2010    | - | - |
| ------ | ------ | ------ | ------- | - | - |
| 49 729 | 75 636 | 91 565 | 124 442 | - | - |

## Jumelages
Putignano (Italie)
 Miki (Japon)